# Adriaen Hanneman

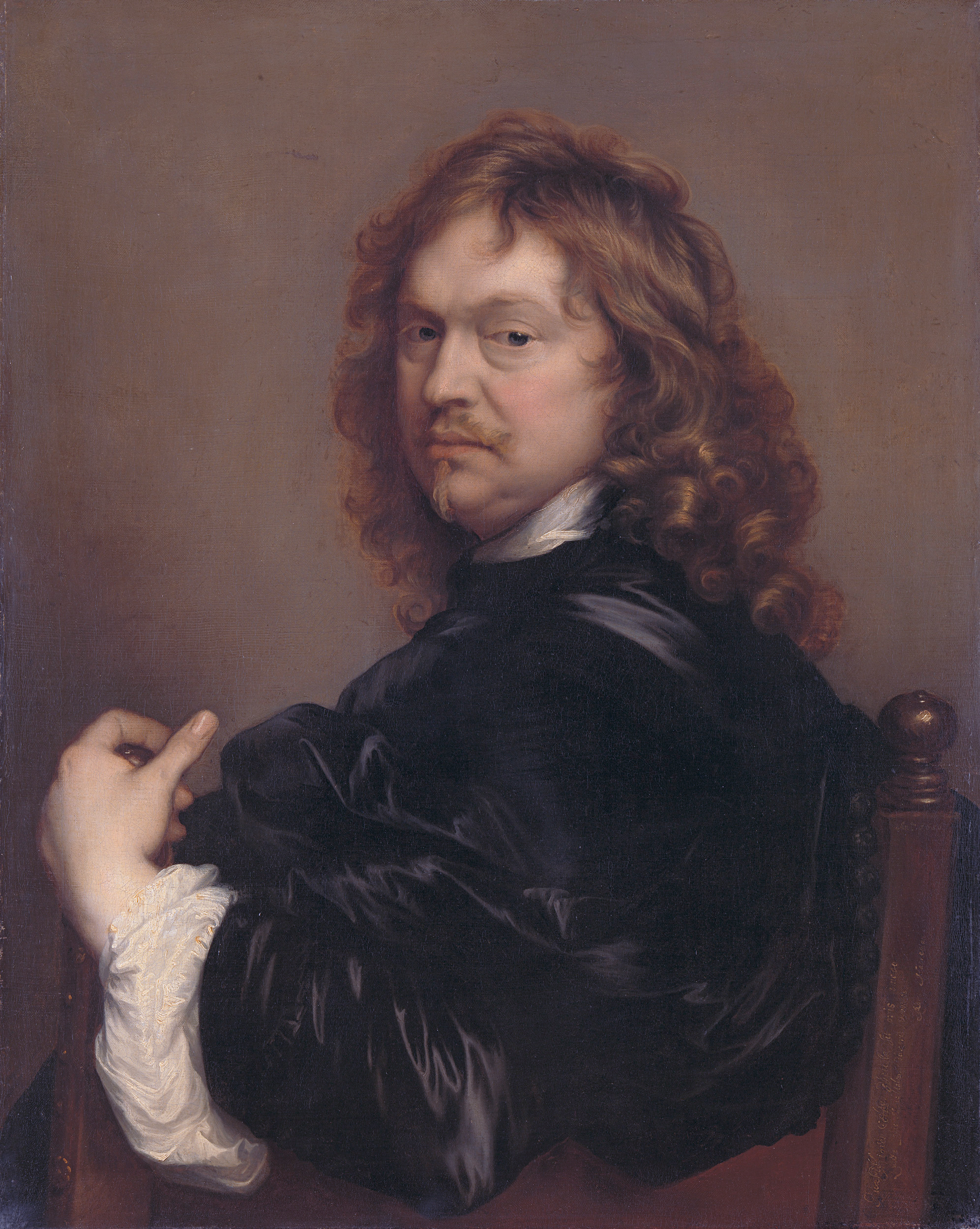
Adriaen Hanneman, Selbstporträt 1656

Adriaen Hanneman (* um 1603 in Den Haag, Niederlande; begraben 11. Juli 1671 ebenda) war ein niederländischer Maler und Zeichner des Goldenen Zeitalters seiner Heimat.

## Leben
Hanneman entstammte einem wohlhabenden, katholischen Patrizierhaus. Er studierte Zeichnen in seiner Geburtsstadt bei Jan Anthoniszoon van Ravesteyn. 1623 ging er für 16 Jahre nach England und wurde dort für seine Porträts der königlichen Familie bekannt. In dieser Zeit lernte er in England unter anderen Anthonis van Dyck, Cornelis Janssens van Ceulen und Daniel Mytens kennen. 
1640 kehrte Hanneman nach Den Haag zurück, wo er die Tochter seines Lehrmeisters, Maria van Ravesteyn, heiratete. 1645 wurde er der Vorsitzende der Lukasgilde Den Haags. 1656 war er einer der Abtrünnigen der Gilde, die ihre eigene Vereinigung, die Confrérie Pictura, gründeten. Diese Bruderschaft verlieh ihm für seine Verdienste 1666 eine Silberpokal. Zu Hannemans Schülern zählen unter anderen Jeremias van der Eyden, Reinier de la Haye und weitere. Der Maler Govaert Flinck wurde von seinem Stil beeinflusst.
Nach dem Tod seiner ersten Frau heiratete Hanneman 1669 Alida Bezemer. Wie bei vielen niederländischen katholischen Malern verschlechterte sich seine wirtschaftliche Situation im Vorfeld des Rampjaars  zunehmend, was 1670 zu zahlreichen Veräußerungen von Vermögenswerten führte. Bei seinem Tod 1671 hinterließ er seinem Schüler Simon du Parcq alle seine Zeichnungen und Stiche. Sein Nachlass erbrachte lediglich eine Summe von 1000 Gulden.

## Werke (Auswahl)
- Constantijn Huygens und seine fünf Kinder, ca. 1640. Mauritshuis, Den Haag.
- Adriaen Van Loon, ca. 1640. Öl auf Leinwand, Museum Van Loon, Amsterdam.
- William Hamilton, 2. Duke of Hamilton, ca. 1642. Öl auf Leinwand, National Portrait Gallery, London.
- Henry, Duke of Gloucester, ca. 1653. Öl auf Leinwand, 104,8 × 87 cm, Andrew W. Mellon Collection, National Gallery of Art, Washington, D.C.
- Edward Hyde, 1. Earl of Clarendon, ca. 1655. Öl auf Leinwand, 36,5 × 29 inches.
- Cornelis van Aerssen, 1658. Öl auf Leinwand, 124 × 99 cm, Rijksmuseum, Amsterdam.
- Wendela Bicker, 1659. Öl auf Leinwand, Sammlung St. Teding van Berkhout, Loenen aan de Vacht.
- Friedrich Wilhelm (Brandenburg), 1647. Stich.
- Bildnis zweier Kinder im Park, Staatliches Museum Schwerin.
- Kurfürstin Sophie von Hannover, im Besitz des Herrenhausenmuseums[1]